# Rose Williams
Rose Victoria Williams, född den 18 februari 1994, är en engelsk skådespelare från Ealing, London. 
Rose Williams började sin bana med en kort tid inom modevärlden och som kostymassistent vid några filmproduktioner, något hennes mor också arbetar med. Snart bestämde hon sig dock för att satsa på skådespeleri i stället. Hon är känd bland annat som prinsessan Claude i Reign (2014–2017) och som huvudrollen Charlotte Heywood i Jane Austen-serien Sanditon (2019–2023). 

## Filmografi i urval
- 2014–2017 – Reign (TV-serie)
- 2016 – A Quiet Passion
- 2019 – Medici (TV-serie)
- 2019 – Changeland
- 2019–2023 – Sanditon (TV-serie)
- 2023 – Locked In